# نصر الدين عباس
نصر الدين عباس المعروف باسمه المستعار جكسا (مواليد 13 أغسطس 1944 في أم درمان) هو لاعب كرة قدم سوداني لعب مع الهلال. شارك في كأس الأمم الأفريقية 1963 و‌1970 وفي الألعاب الأولمبية الصيفية 1972 في ميونخ.

## الإنجازات

### مع المنتخبات
- بطولة كأس الأمم الأفريقية 1970.
- وصيف كأس الأمم الأفريقية 1963.

### مع الأندية
مع الهلال
- الدوري السوداني: 1965, 1967, 1970, 1973, 1981, 1983, 1984

## روابط خارجية
- نصر الدين عباس على موقع ناشيونال فوتبول تيمز (الإنجليزية)
- نصر الدين عباس على موقع أوليمبيديا (الإنجليزية)
- Player profile - Home of football statistics & history